# Jong KAA Gent
Jong KAA Gent is een beloftenteam en onderdeel van de Belgische voetbalclub KAA Gent. Deze club uit Gent is aangesloten met stamnummer 7 bij de KBVB en heeft blauw-wit als clubkleur. 
Jong KAA Gent werd in het seizoen 2022-2023 toegevoegd aan de Eerste nationale, het derde hoogste niveau van België. In hun eerste drie seizoenen speelde Jong Gent hun thuiswedstrijden in de Chillax Arena in Oostakker, het stadion waarin ook KAA Gent Ladies actief is. Vanaf het seizoen 2025/26 zal Jong Gent zijn thuiswedstrijden spelen in de Planet Group arena, waarin ook het eerste elftal actief is.
Jong Gent werd in het seizoen 2024/25 kampioen in 1e Nationale VV en promoveerde zo naar de Challenger Pro League.

## Resultaten
| Seizoen | Klasse | Klasse | Klasse | Klasse | Klasse | Klasse | Klasse | Klasse | Klasse | Reeks                                                    | Punten                                                   | Opmerkingen                                              |                                                          |
|         | 1A     | 1B     | 1Nt    | 2Af    | 3Af    | P.1    | P.2    | P.3    | P.4    | Vanaf 2016-17 zijn er 3 nationale en 2 regionale niveaus | Vanaf 2016-17 zijn er 3 nationale en 2 regionale niveaus | Vanaf 2016-17 zijn er 3 nationale en 2 regionale niveaus | Vanaf 2016-17 zijn er 3 nationale en 2 regionale niveaus |
| ------- | ------ | ------ | ------ | ------ | ------ | ------ | ------ | ------ | ------ | -------------------------------------------------------- | -------------------------------------------------------- | -------------------------------------------------------- | -------------------------------------------------------- |
| 2022/23 |        |        | 5      |        |        |        |        |        |        | Eerste nationale                                         | 67                                                       |                                                          |                                                          |
| 2023/24 |        |        | 9      |        |        |        |        |        |        | Eerste nationale                                         | 49                                                       |                                                          |                                                          |
| 2024/25 |        |        | 1      |        |        |        |        |        |        | Eerste nationale VV                                      | 62                                                       | Kampioen. Promotie naar Eerste klasse B                  |                                                          |
| 2025/26 |        |        |        |        |        |        |        |        |        | Eerste klasse B                                          |                                                          |                                                          |                                                          |

## Bekende (ex) spelers
- Rune Van Den Bergh
- Robby Wakaka
- Célestin De Schrevel
- Tibe De Vlieger
- Gilles De Meyer
- Jorthy Mokio
- Matias Fernandez Pardo
- John Arthur
- Malick Fofana
- Noah De Ridder
- David Mukuna-Trouet
- Benjamin Pauwels
- Mohammed El Âdfaoui
- Bram Lagae
- Brian Agbor